# Givet
Givet é uma comuna francesa na região administrativa de Grande Leste, no departamento Ardenas. Estende-se por uma área de 18,42 km². Em 2010 a comuna tinha 6 761 habitantes (densidade: 367 hab./km²).